# الأكبر محمدوف
الأكبر محمدوف (بالأذرية: Ələkbər Məmmədov؛ بالروسية: Алекпер Мамедов؛ 9 مايو 1930 – 28 يوليو 2014) كان لاعب كرة قدم سوفيتي وأذربيجاني اشتهر كمهاجم لفريق دينامو موسكو في الخمسينيات من القرن الماضي ولاحقًا كأول مدير لفريق كرة القدم الوطني الأذربيجاني المستقل.
تم تصنيفه كأستاذ للرياضة في الاتحاد السوفييتي باعتباره لاعبًا بطلًا أربع مرات في الدوري السوفييتي الأعلى وعضوًا في المنتخب الوطني السوفييتي. كما لعب مامادوف لصالح نادي مسقط رأسه نفطجي بي إف كيه لمدة إجمالية بلغت 12 عامًا.
كان اللاعب الوحيد الذي سجل أربعة أهداف ضد ميلان في سان سيرو.

## المسيرة
كان مامادوف معروفًا بتسجيله هدف الفوز لدينامو ليضمن لقب الدوري السوفييتي الممتاز للنادي في الدقيقة 87 من مباراة البطولة عام 1957 ضد سبارتاك موسكو ؛ وبعد 50 عامًا، تم إحياء ذكرى هدف مامادوف عندما مُنح وسام ألكسندر نيفسكي (الدرجة الأولى) في حديقة بتروفسكي التابعة لنادي دينامو. بالإضافة إلى الأهداف الـ 45 التي سجلها كعضو في دينامو في مباريات الدوري، سجل مامادوف أيضًا 11 مرة في مباريات الأندية الدولية، بما في ذلك أهداف التعادل ضد ميلان أمام 100000 متفرج في سان سيرو في عام 1955 وضد الفريق البرازيلي فاسكو دا جاما خلال مباراتهما الودية عام 1956 في موسكو أمام 90000 مشجع.
بين عامي 1972 و1990، كان محمدوف رئيسًا للفريق الذي نظم بطولة كرة القدم للشباب لعموم الاتحاد السوفيتي «الكرة الجلدية» (Всероссийский тулистов «Козаный мяч») ترتبط الآن بكأس دانون للأمم. كتب مامادوف مذكراته بعنوان أسرار مهنة كرة القدم في عام 1991.
في عام 1992، أصبح مامادوف أول مدرب رئيسي للمنتخب الوطني الأذربيجاني لكرة القدم، محققًا رقمًا قياسيًا 3–1 كمدرب، بما في ذلك أول فوز للمنتخب الوطني على الإطلاق، على جورجيا، في 25 مايو 1993. لمساهماته في كرة القدم الأذربيجانية، تم تأسيس بطولة كرة قدم في عام 2008 تكريمًا له، والتي أقيمت في باكو.

## الإنجازات
دينامو موسكو
- الدوري السوفيتي الأول : 1954، 1955، 1957، 1959
- وصيف الدوري السوفييتي الأول : 1956، 1958
- وصيف كأس الاتحاد السوفييتي : 1955

الفردية
- أفضل 33 لاعبًا في موسم الدوري السوفييتي الأول  [لغات أخرى]‏ : رقم 3 – 1956، 1957
- وسام وسام الشرف
- طلب شهرت
- وسام ألكسندر نيفسكي (الدرجة الأولى)

## وصلات خارجية
- الأكبر محمدوف على موقع قاعدة بيانات كرة القدم.إي يو (الإنجليزية)
- الأكبر محمدوف على موقع ناشيونال فوتبول تيمز (الإنجليزية)
- الأكبر محمدوف على موقع Soccerway.com (الإنجليزية)
- Player stats on KLISF
- RussianTeam.ru: We Must Draw on the
- Videoclip about Alakbar Mammadov على يوتيوب